# Detlef Kühn
Detlef Kühn (ur. 3 stycznia 1959 w Königstein) – wschodnioniemiecki zapaśnik walczący w stylu klasycznym. Olimpijczyk z Moskwy 1980, gdzie zajął piąte miejsce w kategorii 82 kg.
Czwarty na mistrzostwach Europy w 1980 roku.
Wicemistrz NRD w 1980 roku.